# Castillo Bellucci
El Castillo Bellucci es una edificación de inicios del siglo XX construida por un migrante italiano, el Dr. Alberto Bellucci. Se encuentra ubicado en el barrio La Leona de Tegucigalpa Honduras.

## Historia
A principios del siglo XX Tegucigalpa se vio inmersa en una serie de transformaciones arquitectónicas tales como la construcción de la Antigua Casa Presidencial de Honduras, palacio de telecomunicaciones, salón de cabildos, construcción del cementerio general y otras obras que dotaron a la ciudad de un ambiente arquitectónico abiertamente de corte europeo. Para llevar a cabo estas construcciones se contrataron a expertos italianos, en su mayoría inmigrantes que huyeron de su país durante y antes de la Primera Guerra Mundial. Estos se dedicarían a planificar y dirigir las reformas de la ciudad y entre ellos se encontraban los italianos Giovanni Belli, Augusto Bressiani y Alberto Bellucci. El Doctor Alberto Bellucci nació en Todi, provincia de Perugia, Italia en 1884. Tras emigrar a Honduras en 1910, fundó la famosa empresa de marmolería y mosaicos "Bellucci" junto a su tío.
En 1926, es nombrado cónsul de Italia en Honduras. Viviendo en Tegucigalpa, construyó su hogar en los altos del Barrio Berlín, fundado por familias alemanas, el que posteriormente se llamaría Barrio La Leona. Esa residencia fue construida inspirándose en un castillo italiano, el mismo quedó en ruinas desde la muerte del Dr Bellucci en El Salvador el año 1967. A esta edificación se le conoce como el Castillo Bellucci. Tras el ataque a Pearl Harbor en la Segunda Guerra Mundial, Honduras declara la guerra a las potencias de Eje. Así da inicio a la persecución y la incautación de bienes de personas de origen italiano, alemán, y japonés en todo el país. A mediados de la década de los años 80 el castillo se cerró por orden municipal por su estado ruinoso. Con el paso de los años su deterioro es evidente, conservando a la fecha su fachada y algunos torreones.

## Arquitectura
Consta una fuerte influencia italiana, columnas talladas, arcos en ventanas y puertas y una escalera circular, cuatro torreones, paredes de piedra dan vida a este castillo, posee varias habitaciones, y tiene una fachada de arquitectura italiana. Su techo constaba de tejas romanas y no árabes a diferencia de la mayoría de casas y mansiones, en su tiempo poseía tres pisos y dos chimeneas, un patio que estuvo lleno de cultivos de flores como orquídeas.

## Actualidad
Las ruinas del castillo son una atracción para turistas, se encuentra protegido con un cerco para evitar que personas entren a dañarlo. Se puede entrar con permiso de sus propietarias. Junto al mismo se encuentran varias viviendas del Barrio La Leona. Muchos capitalinos aún aprovechan para tomar fotografías en él.
Los vecinos con apoyo de la Universidad Nacional Autónoma de Honduras (UNAH) y UNITEC, entre otras instituciones, pretenden restaurarlo e integrarlo con el Parque La Leona para lograr un museo dedicado a la historia de Tegucigalpa y sea un lugar abierto al público.
El Instituto Hondureño de Antropología e Historia levantó una ficha técnica para integrarlo al inventario de bienes con valor patrimonial y protección del Estado.
https://www.tripadvisor.com.mx/Attraction_Review-g292026-d8326842-Reviews-Castillo_Bellucci-Tegucigalpa_Francisco_Morazan_Department.html